# 王重光
王重光（1502年—1558年），字廷宣，號濼川，山東濟南府新城縣（今桓台縣新城鎮）人。 明朝政治人物。

## 生平
嘉靖十六年（1537年）山東乡试第十名舉人，嘉靖二十年（1541年）辛丑科會試第一百三十五名，二甲進士，授工部主事，丁父憂，服闋，起補户部主事，榷税九江。升戶部員外郎，升山西參議，分守上谷。秉性刚直，不貪財物，為嚴嵩黨人所忌，調为贵州布政使司左参议。嘉靖三十六年（1557年），北京皇宮大火，燒毀奉天，謹身、華蓋三大殿，詔令王重光從貴州採伐大木，修建新殿。重光率先平撫貴州蠻民，後入果峽口、大落包、霧露溝等地採木，林區多崇山峻嶺，其部將王之屏、張朝二指挥溺死。嘉靖三十七年（1558年）重光積勞成疾，病逝林區，年五十七。嘉靖三十八年（1559年），諭旨遣山東布政使司右參議李一瀚至新城諭祭重光。嘉靖四十一年（1562年），三大殿竣工，朝廷「追敘前烈」，贈太僕寺少卿。

## 家族
曾祖王貴。祖父王伍。父王麟，官颍川教授。母沈氏，継母常氏、岳氏、盧氏。具庆下。兄耿光。弟恩光、文光、國光、近光、觀光。
元配劉氏，壽九十餘，有子八人，長子王之翰，封副使。次子王之垣官至户部左侍郎。三子王之辅，户部员外郎。四、五子早殤。六子王之城，浙江温州府同知。七子王之猷，河南左參政。八子王之棟，廪生。